# Træpillefyr
Træpillefyr anvendes til opvarmning.
Et træpillefyr anvender peleterede træpiller som brændsel.
For at have hvad der svarer til 1.000 liter fyringsolie skal man bruge 2.000 kilo træpiller.
| Energi | Spire Denne artikel om produktion, distribution og forbrug af energi er en spire som bør udbygges. Du er velkommen til at hjælpe Wikipedia ved at udvide den. |